# Декларация
Деклара́ция (фр. declaration — заявление) — термин права, имеющий несколько значений в разных областях права.
Декларация в конституционном праве — это нормативно-правовой акт, имеющий в контексте государственности официальное, торжественное, программное значение.
Декларация в международном праве — это принятый международной организацией официальный документ, содержащий концептуальные положения или принципы.
В прочих отраслях права декларации представляют собой официальные документы, сообщающие требуемые законодательством сведения (торговая декларация, налоговая декларация, декларация о доходах и тому подобные).
Политические декларации символизируют историческую эпоху и оказывают влияние на историю отдельной страны или всего мира.

## В политологии
Декларация может содержать политические нормы и правовые нормы, может быть как социальной, так и политической.
Политические декларации представляют собой политические документы, которые обладают высоким политическим потенциалом. Этот потенциал может как реализоваться, та и остаться нереализованным. Принятие Декларации независимости США стало моментом установления внутренного суверенитета на территории 13 британских колоний и началом становления государственности США, а якобинская декларация 1793 года во Франции и декларация Временного правительства в России 1917 года остались сугубо политическими документами.
Принимаемые органами государственной власти декларации представляют собой официальные документы и являются политико-юридических актами. Они часто определяют важнейшие изменения в политической жизни страны. Если декларация оказывает воздействие на конституционные документы, она сама является конституционными документом и предметом конституционного права.
Декларация, провозглашающие независимость государств, относятся к источникам конституционного права. Такая декларация является документом, устанавливающим внутренний суверенитет в самопровозглашённом государстве.
Политическая декларация может стать основой развития международного права. Примером такой декларации является Декларация прав человека и гражданина, принятая во Франции в 1789 году.

## В экономике
Декларация — официальное сообщение государственным органам данных о доходах, количестве производимого товара или наличном имуществе.
- Имущественная декларация — включает сведения об имуществе, облагаемом налогами.

Лицо, подающее (составляющее) декларацию, называют декларантом.